# Drosophila systenopeza
Drosophila systenopeza este o specie de muște din genul Drosophila, familia Drosophilidae, descrisă de Hardy și Kaneshiro în anul 1979. Conform Catalogue of Life specia Drosophila systenopeza nu are subspecii cunoscute.